# Cidaria antauges
Cidaria antauges är en fjärilsart som beskrevs av Louis Beethoven Prout 1935. Cidaria antauges ingår i släktet Cidaria och familjen mätare. Inga underarter finns listade i Catalogue of Life.